# 阿爾斯通·萊恩
阿爾斯通·萊恩（英語：Alston Ryan，1993年10月9日—）是安地卡及巴布達男子拳擊運動員。他代表安地卡及巴布達參加2020年夏季奧林匹克運動會男子輕量級，首戰以0-5敗給亞美尼亞的赫夫翰尼斯·巴契可夫。

## 外部連結
- 阿爾斯通·萊恩在BoxRec（英语）
- 阿爾斯通·萊恩在Olympics.com（英语）
- 阿爾斯通·萊恩在Olympedia（英语）